# Schizoglossum montanum
Schizoglossum montanum är en oleanderväxtart som beskrevs av Robert Allen Dyer. Schizoglossum montanum ingår i släktet Schizoglossum och familjen oleanderväxter. Inga underarter finns listade i Catalogue of Life.